# Max Köthner

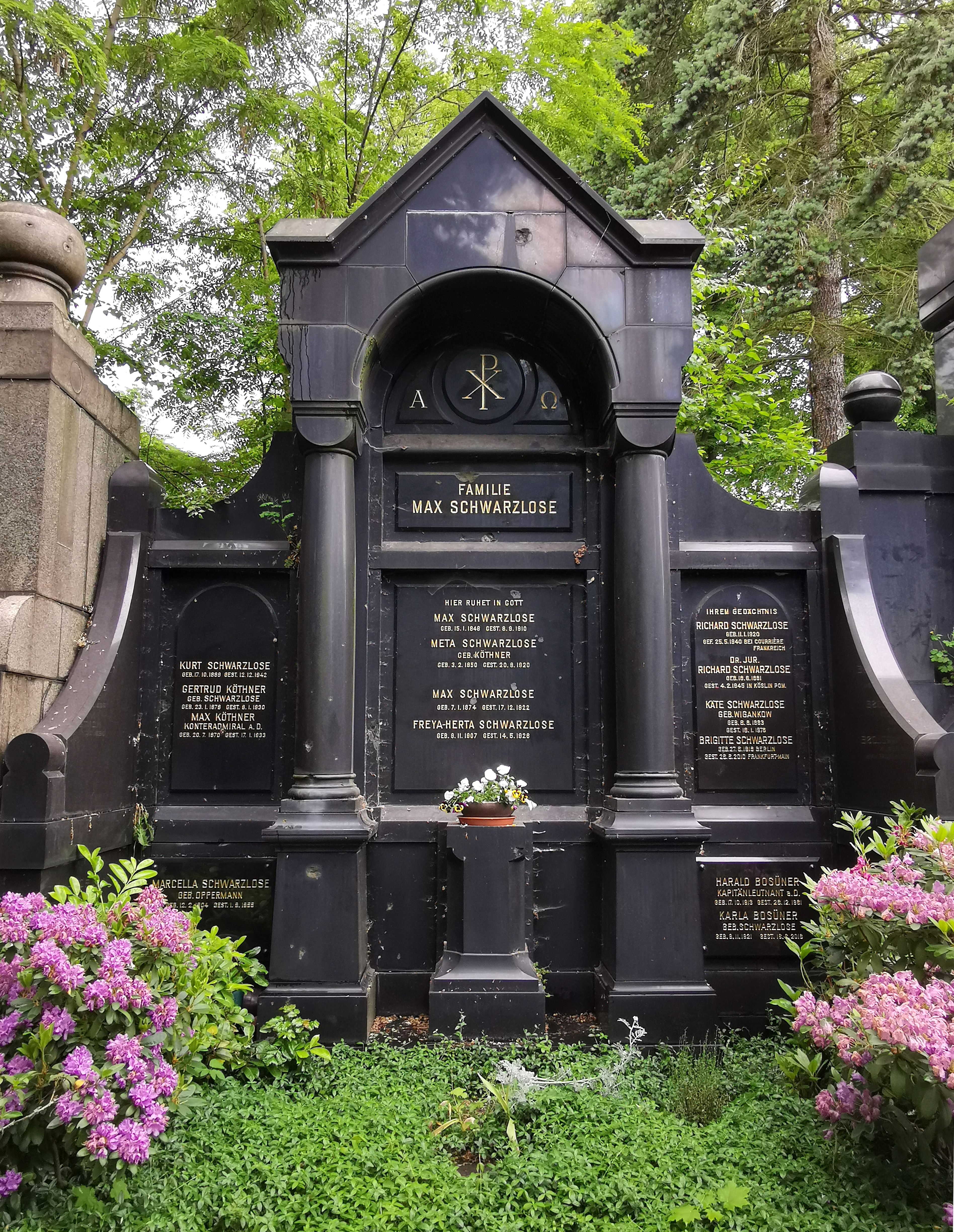
Familiengrab auf dem Luisenfriedhof III in Berlin-Westend (Westmauer)

Max Köthner (* 20. Juli 1870; † 17. Januar 1933)  war ein deutscher Konteradmiral der Kaiserlichen Marine.

## Leben
Max Köthner trat am 13. April 1888 in die Kaiserliche Marine ein. Am 21. Mai 1891 wurde er Leutnant zur See. Es folgte später seine Beförderung zum Korvettenkapitän (19. Juli 1906) und zum Fregattenkapitän (22. März 1911).
Ab September 1911 war er für ein Jahr Kommandant der Dresden und übernahm dann die Yorck. In dieser Position wurde er am 18. November 1912 zum Kapitän zur See befördert und gab das Kommando ab.
Später war er bis August 1915 Kommandant der II. Torpedodivision. Anschließend war er bis November 1915 Kommandant des Großlinienschiffs Nassau. Vom 12. November 1915 bis 3. April 1916 war er II. Führer der Torpedoboote. Er übernahm bis August 1916 die I. Torpedodivision. Bis Kriegsende war er  Direktor des Torpedoressorts der Werft in Wilhelmshaven. Am 8. Januar 1919 wurde er aus der Marine verabschiedet.
Am 18. November 1919 erhielt er den Charakter als Konteradmiral mit RDA vom 8. Januar 1919 verliehen.
Er war verheiratet mit Gertrud Schwarzlose (1878–1930). Seine Beisetzung erfolgte im Familiengrab der Schwiegereltern auf dem Luisen-Friedhof III in Berlin-Westend.